# Avgusta (Zaščuk)
Svatá Avgusta (světským jménem: Lidija Vasiljevna Zaščuk, rusky: Лидия Васильевна Защук; 2. června 1871, Petrohrad – 8. leden 1938, Tula) byla ruská pravoslavná monaška, igumena a mučednice.

## Život
Narodila se 2. června 1871 v Petrohradu do šlechtické rodiny tajného rady Vasilija Kaznakova a pojmenována byla po své matce dceři kapitána Lidije Glavacké.
Dne 1. září 1880 byla zapsána do 7. ročníků alexandrovského Smolného institutu, který dokončila 30. května 1887. V této době se provdala za Vsevoloda Zaščuka se kterým se roku 1906 rozvedla ale žíly dále jako přátelé.
Na počátku 20. století pracovala jako pomocná úřednice a překladatelka lodního podniku. Během Ruské revoluce (1917) působila v petrohradské dumě jako úřednice.
Po revoluci odešla do Kozelsku a Optiny Pustyň, kde poznala ještě některé optinské starce (dnes svatí) včetně Nektarija Optinského. V Kozelsku pracovala jako účetní ve státním podniku odboru distribuci chleba .
V prosinci 1919 začala pracovat v Optinské muzeu. Dne 20. června 1920 byla jmenována ředitelkou tohoto muzea, kterou byla až do roku 1924. Jejím asistentem (zástupcem ředitele) byl monach Agapit (Taube).
Během období konfiskace církevních cenností byla opakovaně zatčena za to, že bránila jejich odběru z muzea. Roku 1924 byla obviněna za to, že věděla o konaných bohoslužbách v muzeu a za pomoc monachům, proto byla odvážná z funkce ředitelky. Po odchodu z může si vydělávala jako soukromá učitelka jazyků.
Dne 17. června 1927 byla znovu zatčena a 19. prosince byla odsouzena na tři roky odnětí práva na život v určitých místech. Po vyhnanství se vrátila do města Beljov.
Na počátku 30. let založil biskup Ignatij (Sadkovskij) podzemní monastýr při chrámu sv. Mikuláše Divotvůrce v Beljově. S požehnáním biskupa Ignatija a jeho bratra biskupa Georgija byla přijata do monastýru postrižením na monašku se jménem Avgusta. Roku 1934 přijala schimu a byla ustanovena igumenou podzemního monastýru.
Dne 16. prosince 1937 byla spolu s posledním igumenem monastýru Optina Pustyň archimandritou Isaakijem (Bobrakovem) zatčena za organizaci podzemního monastýru a Trojkou NKVD v oblasti Tula byla 30. prosince 1937 odsouzena k trestu smrti.
Dne 8. ledna 1938 byla v Tule zastřelena. Pohřbena byla v hromadném hrobu 162 km od Simferopolské magistrály v Tesnickém polygonu poblíž Tuly.